# Станок-качалка
Стано́к-кача́лка — тип наземных приводов скважинных штанговых насосов (ШСН) при эксплуатации нефтяных скважин. Операторы по добыче нефти и газа определяют этот привод как «индивидуальный механический привод штангового насоса», просторечное название: «качалка».
Станок-качалка является важным элементом нефтегазового оборудования и используется для механического привода к нефтяным скважинным штанговым (плунжерным) насосам. Конструкция станка-качалки представляет собой балансирный привод штанговых насосов, состоящий из редуктора и сдвоенного четырёхзвенного шарнирного механизма.
Около 2/3 всех добывающих скважин в мире используют штанговые насосы, и на многих из них в качестве привода установлены станки-качалки. По этой причине станок-качалка является своеобразным символом нефтедобычи — его стилизованное изображение можно встретить в логотипах компаний, периодических изданий, выставок, форумов, конференций, связанных с нефтегазовой тематикой.

## Изготовители
До 1991 главным заводом по выпуску и проектированию станков-качалок в СССР являлся АзИНМАШ г. Баку. В последние годы станки-качалки начали производить и российские заводы.
В России изготавливаются станки-качалки 13 типоразмеров по ГОСТ 5866-76. Изготовителями станков-качалок в России является ЗАО «ЭЛКАМ-Нефтемаш» (г. Пермь), АО «Ижнефтемаш» (г. Ижевск), ОАО «Уралтрансмаш» (г. Екатеринбург), ЗАО «Нефтепром-Сервис» (г. Ижевск), ОАО «Редуктор» (г. Ижевск).
Изготовители за рубежом: «Вулкан» (г. Бухарест, Румыния), «Lufkin» (США), Ирон-МЭН (Китай).

## Конструкция
Станок-качалка устанавливается на специально подготовленном фундаменте (обычно бетонном), на котором устанавливаются: платформа, стойка, станция управления.
После первичного монтажа на стойку помещается балансир, который уравновешивают так называемой головкой балансира. К ней же крепится канатная подвеска (последняя соединяет балансир с полированным сальниковым штоком).
На платформу устанавливаются редуктор и электродвигатель. Иногда электродвигатель расположен под платформой. Последний вариант имеет повышенную опасность, поэтому встречается редко. Электродвигатель соединяется с маслонаполненным понижающим редуктором через клиноремённую передачу. Редуктор же, в свою очередь, соединяется с балансиром через кривошипно-шатунный механизм. Этот механизм преобразует вращательное движение вала редуктора в возвратно-поступательное движение балансира.
Станция управления представляет собой шкаф, в котором расположена электроаппаратура. Вблизи станции управления (или прямо на ней) выведен ручной тормоз станка-качалки. На самой станции управления расположен ключ (для замыкания электросети) и амперметр. Последний — очень важный элемент, особенно в работе оператора добычи нефти и газа. Нулевая отметка у амперметра поставлена в середину шкалы, а стрелка-указатель движется то в отрицательную, то в положительную область. Именно по отклонению влево-вправо оператор определяет нагрузку на станок — отклонения в обе стороны должны быть примерно равными. Если же условие равенства не выполняется, значит, станок работает вхолостую.

## Типовая конструкция
По виду выполнения балансира станки-качалки подразделяются на станки-качалки с двуплечим балансиром и станки-качалки с одноплечим балансиром.

## Ограничения
Штанговые насосы с наземным приводом могут использоваться для неглубоких вертикальных скважин и наклонных скважин с незначительным отклонением от вертикали, в диапазоне подач от 1 до 50 м3/сут (в некоторых случаях подача может достигать 200 м3/сут). Типичные глубины — от 30 метров до 1,5 км, максимальные глубины — 2,5 км.. Есть сведения о применении штанговых насосов с наземным приводом в скважинах с глубинами до 5 км.
Станки-качалки обычно не используются на морских нефтяных платформах.